# آریستودمو سانتاماریا
آریستودمو سانتاماریا (به ایتالیایی: Aristodemo Santamaria) بازیکن فوتبال و اهل ایتالیا است که از سال ۱۹۱۵ میلادی عضو تیم ملی فوتبال ایتالیا بوده و در ۱۱ بازی ملی حضور داشته‌است. او در بازی‌های ملی‌اش ۳ گل به ثمر رساند.
آریستودمو سانتاماریا آخرین بازی ملی خود را در سال ۱۹۲۳ میلادی انجام داد.